# Stefan Tärnhuvud
Stefan Hjalmar Tärnhuvud, född 16 januari 1985 i Ärentuna, är en svensk friidrottare, i första hand sprinter på nationell elitnivå.

## Karriär
Tärnhuvud tävlar för Sundsvalls FI och har som främsta meriter två SM-segrar på 100 meter, i Västerås 2008 och Malmö 2009. 
Han har även deltagit i ett antal internationella mästerskap på seniornivå. Vid EM i Göteborg 2006 nådde han tillsammans med Daniel Persson, Johan Engberg och Christofer Sandin en tolfteplats på korta stafetten.
2011 deltog Tärnhuvud på 60 meter vid inomhus-EM i Paris. Han tog sig vidare till semifinal, men slogs sedan ut, efter 6,72 s i både försök och semifinal.
År 2012 tävlade han vid EM i Helsingfors både individuellt och i lag; på 100 meter tog han sig från försöken till semifinal med nytt personbästa, 10,35 s, men klarade sedan inte av att ta sig till final. I stafett 4x100 meter tävlade han ihop med Tom Kling-Baptiste, David Sennung och Benjamin Olsson men laget blev utslaget redan i försöken.
Vid inomhus-EM i Göteborg 2013 tog sig Tärnhuvud med tiden 6,73 vidare från försöken på 60 meter, men slogs sedan ut i semifinalen trots personbästa 6,67 s. Han var också med i korta stafetten vid EM i Zürich år 2014, denna gång ihop med Tom Kling-Baptiste, Alexander Brorsson och Erik Hagberg, men slogs ut i försöken.
Stefan Tärnhuvud belönades 2012 med Stora grabbars och tjejers märke nr 518.

## Finnkampen
Stefan Tärnhuvud har vid flera tillfällen representerat Sverige i Finnkampen:
- Helsingfors 2006
  - Tredjeplats på 100 meter
- Göteborg 2007
  - Femteplats på 100 meter, tid: 10,85
- Helsingfors 2008
  - Vinst på 100 meter, tid: 10,53
  - Andraplats på 200 meter, tid: 21,30
  - Vinst på 4 × 100 meter, tid: 39,91
- Göteborg 2009
  - Vinst på 100 meter, tid: 10,41
  - Vinst på 4 × 100 meter, tid: 41,20

## Personliga rekord
| Utomhus - 100 meter – 10,35 (Helsingfors, Finland 27 juni 2012) - 100 meter – 10,33 (medvind 2,8 m/s) (Sundsvall 31 juli 2011) - 200 meter – 21,30 (Helsingfors, Finland 30 augusti 2008) - 200 meter – 21,37 (Sundsvall 25 juli 2009) - 200 meter – 21,28 (medvind 2,2 m/s) (Florö, Norge 6 juni 2006) | Inomhus - 60 meter – 6,67 (Göteborg 2 mars 2013) - 200 meter – 22,13 (Malmö 24 februari 2008) |